# Уразсахатов, Якуб Хаджиевич
Якуб Хаджиевич Уразсахатов (туркм. Ýakub Hajyýewiç Urazsahatow; 20 января 1951, Ашхабад, Туркменская ССР, СССР) — советский и туркменский футболист, полузащитник. В настоящее время занимается тренерской деятельностью в ФК «Рубин».

## Карьера игрока
В годы игровой карьеры был центральным защитником. Играл в дубле ЦСКА. В первенстве СССР играл в низших лигах за «Колхозчи (Строитель)» Ашхабад, «Динамо» Самарканд.

## Карьера тренера
Тренировал команды «Копетдаг» и «Ниса» (Ашхабад).
С 2001 работает тренером в России — сначала в «Кристалл» (Смоленск), а с 2002 — в «Рубине». После увольнения в конце 2013 года с поста главного тренера Курбана Бердыева, покинул клуб вместе с ним. В декабре 2014 присоединился к тренерскому штабу Курбана Бердыева, возглавившего ФК «Ростов». В июне 2017 вернулся в «Рубин».